# Републички завод за заштиту споменика културе Београд
Републички завод за заштиту споменика културе Београд је институција која истражује, штити и презентује културно наслеђе од најстаријих праисторијских и античких споменика, преко средњовековне архитектуре, народног градитељства, до споменика новије историје и савременог стваралаштва. Основан је 25. јуна 1947. године одлуком Владе Народне Републике Србије на предлог књижевника Милорада Панића - Сурепа. Завод је био једина институција за заштиту споменика културе у Србији све до 6. септембра 1950. године када се оснива Савезни институт за заштиту споменика културе.

## Историја
Завод је основан 25. јуна 1947. године на предлог љубитеља културе и старина, Милорада Панића - Сурепа. Милорад је уједно био и први директор завода који је тада био смештен у Конаку кнегиње Љубице. 
Године 1950. оснива се Савезни институт за заштиту споменика културе под Уредбом Владе ФНР Југославије. Савезни институт је од 1963. године био под називом Југословенски институт за заштиту споменика културе.
Решењем Извршног већа Србије у априлу 1960. године Завод је преименован у Републички завод за заштиту споменика културе, назив који и данас носи. Заводу је припојен Југословенски институт за заштиту споменика културе у јулу 1972. године. Током каснијих година основано је више Завода за заштиту споменика културе у различитим градовима који су преузели старење о споменицима на својим подручјима, а Републички завод је наставио са радом на најзначајнијим споменицима културе како у Србији, тако и у иностранству. 
Закон о заштити културних добара 1977. године је увео новине попут категоризације споменичког наслеђа у четири групе: споменици културе, археолошка налазишта, просторне културно-историјске целине и знаменита места. Такође, уведена је и категоризација културних добара, па се она сврставају у групе од великог и изузетног значаја.

## Делатност
У протеклим годинама утврђено је да преко 200 непокретних културних добара има изузетан значај, док око 600 непокретних културних добара има статус великог значаја. 
На листу светске културне и природне баштине UNESCO-а уписано је 7 културних добара: 
- Археолошка налазишта: Гамзиград (Ромулијана)
- Споменици културе: Манастир Грачаница, Манастир Дечани, Манастир Пећка патријаршија, Манастир Студеница, Црква Богородице Љевишке
- Просторно културно-историјска целина: Споменичко подручје Старог Раса са Сопоћанима[2]

Завод се интензивно бави сакупљањем и обрађивањем документације о архитектонским споменицима, археолошким испитивањима, иконама, зидном сликарству, уметничким предметима. Планотека Завода данас садржи драгоцену документацију о споменичком фонду Србије. У Заводу се чувају цртежи, студије, пројекти реконструкције објеката итд. Један од најважнијих задатака Завода јесте и израда прецизне техничке документације о културним добрима. Осим тога, важан задатак је и конзерваторско-рестаураторска и истраживачка делатност на заштити културног наслеђа. 
Такође, Завод поседује и богату фототеку у којој се могу пронаћи збирке црно-белих негатива, стаклених плоча и слајдова. 
Републички завод је такође створио и богату библиотеку са преко 20.000 свезака. Покривене су различите области попут историје уметности, архитектура, историја, наука, етнологија, заштита и конзервација. 
Богата издавачка делатност је још једна карактеристика Републичког завода. До сада је издато преко 200 наслова, као и велики број часописа. Завод издаје и серије научних монографија, студија архитектуре и фресака, као и низ посебних публикација. 
Републички завод је организовао и велики број симпозијума и научних скупова.
Осим на подручју Србије, Завод је ангажован и за заштиту споменика културе српског порекла у иностранству. Државе у којима се налазе такви споменици су: Грчка, Мађарска, Румунија, Албанија, Италија, Чешка, Словачка, Алжир, Тунис итд. 

## Галерија
- Лого Републичког завода за заштиту споменика културе Београд
- Ентеријер Републичког завода за заштиту споменика културе Београд
- Табла на улазу у Републички завод за заштиту споменика културе Београд